# Ordine del sultano Mizan Zainal Abidin di Terengganu
L'Ordine del sultano Mizan Zainal Abidin di Terengganu è un ordine cavalleresco del sultanato di Terengganu.

## Storia
L'ordine è stato fondato il 6 luglio 2001.

## Classi
L'ordine dispone delle seguenti classi di benemerenza che danno diritto a dei post nominali qui indicati tra parentesi:
- sri utama (SUMZ) - dal 26 maggio 2005
- cavaliere gran compagno o dato' sri setia (SSMZ)
- cavaliere compagno o dato' setia (DSMZ)
- compagno o setia (SMZ)
- membro o ahli (AMZ)

| Nastri |          |                    |                         |           |
| Membro | Compagno | Cavaliere compagno | Cavaliere gran compagno | Sri utama |

## Insegne
- Il nastro cambia a seconda della classe, rimangono uguali i colori cioè il verde, il giallo e il bianco.